# نوال 89
ألبوم نوال 89 هو أحد ألبومات الفنانة نوال الكويتية واحتوى على ستة أغاني وقد صدر في عام 1989.

## قائمة الأغاني
1. «يزيد شوقي»
2. «تدلل»
3. «لا صبر»
4. «عرف غلاته»
5. «أنساك»
6. «على الرأس والعين»